# Lewisepeira
Lewisepeira là một chi nhện trong họ Araneidae.